# Хмелёвка (приток Нейвы)
Хмелёвка — река на Среднем Урале, левый приток Нейвы. Протекает по землям муниципального округа Верхний Тагил и Кировградского муниципального округа Свердловской области России.

## География
Хмелёвка протекает на восточном склоне Среднего Урала, по лесистой местности, местами заболоченной. Длина реки составляет около 9 км.
Хмелёвка начинается приблизительно в 0,6—0,7 км к северу от жилой застройки посёлка Белоречка. Сначала река течёт по сосново-берёзовому лесу на северо-восток, огибая северные предгорья горы Мейдачной. Сближаясь с железнодорожной веткой Верхнетагильская — Нейва, Хмелёвка течёт по болотистой местности, пересекает границу муниципального округа Верхний Тагил и Кировградского муниципального округа и постепенно меняет направление течения на юго-восточное. Далее река протекает через Алексеевское болото и впадает в один из разрезов (северо-западный) Рудянского пруда. Между Алексеевским болотом и истоком Хмелёвки есть несколько лесных бродов через реку, один из них лежит на просёлочной дороге между посёлками Белоречка и Нейво-Рудянка.
На северо-восточном берегу пруда образована земляная дамба, перегораживающая реку Нейву. После данной дамбы Хмелёвка, как и Нейва, вновь вытекает из пруда и течёт в северо-восточном направлении через посёлок Нейво-Рудянка. Река протекает по промышленной площадке бывшего Уральского лесохимического завода и вновь появляется в районе улицы Фрунзе, на которой через Хмелёвку построен автомобильный мост. Русло становится чуть шире и напоминает небольшой пруд, после которого через реку проходит пешеходный мост между улицами Бочарникова и Береговой. В районе стыка улиц Партизан, Заречной и Нейвинской Хмелёвка впадает в Нейву по левому её берегу.

## Охрана природы
Часть русла Хмелёвки находится на охраняемой территории памятника природы регионального значения «Болото Алексеевское».